# Šarma-Adad II.
Šarma-Adad II. (Scharma-Adad) regierte von etwa 1582 bis 1580 v. Chr. Nach der assyrischen Königsliste betrug seine Amtszeit als 55. assyrischer König drei Jahre. Er war Sohn des Šu-Ninua und Zeitgenosse des Gulkišar in Babylon (1601 bis 1547 v. Chr.). 